# Nati nel 1184
| Questa pagina contiene informazioni ricavate automaticamente dalle voci biografiche con l'ausilio del template Bio e di un bot. L'aggiornamento è periodico e automatico e ricostruisce completamente la pagina. Se manca una persona in questa lista, sei pregato di non aggiungerla, ma accertati piuttosto che la sua voce biografica contenga il template Bio e che i dati anagrafici siano correttamente compilati. Se il template Bio manca, inseriscilo tu stesso o, in alternativa, metti l'avviso {{tmp\|Bio}} che ne segnala la mancanza. Se i dati riportati sono sbagliati, correggi direttamente la voce biografica; le modifiche saranno visibili in questa lista entro pochi giorni. Per chiarimenti vedi il progetto biografie. La lista contiene solo le 6 persone che sono citate nell'enciclopedia e per le quali è stato implementato correttamente il template Bio. Pagina aggiornata al 10 ott 2024. |

- 11 aprile - Guglielmo di Winchester, nobile († 1213)
- Accursio, giurista italiano († 1263)
- Bonifacio di Saluzzo, nobile italiano († 1212)
- Davide I di Trebisonda, sovrano († 1212)
- Ghigo VI del Viennois, nobile († 1237)
- Fujiwara no Hideyoshi, poeta giapponese († 1240)